# Chris Thompson
Pour les articles homonymes, voir Thompson et Christopher Thompson (homonymie).
Christopher « Chris » Thompson (né le 17 avril 1981 à Barrow-in-Furness) est un athlète britannique spécialiste des courses de fond.

## Carrière
Le 27 juillet 2010, Chris Thompson remporte la médaille d'argent du 10 000 mètres à l'occasion des Championnats d'Europe de Barcelone, se classant derrière son compatriote Mohammed Farah, dans le même temps que l'Italien Daniele Meucci, classé 3e à la photo-finish. En 2011 après avoir annoncé son ambition de battre le record du Royaume-Uni du 10 000 mètres, il réalise le temps de 27 min 27 s 36 en terminant 4e de sa course ; il prend alors la tête des bilans européens avec le temps le plus rapide sur 10 000 mètres depuis 9 ans.

## Palmarès
| Date | Compétition           | Lieu       | Place | Épreuve  |
| ---- | --------------------- | ---------- | ----- | -------- |
| 2010 | Championnats d'Europe | Barcelone  | 8e    | 5 000 m  |
| 2010 | Championnats d'Europe | Barcelone  | 2e    | 10 000 m |
| 2016 | Great South Run       | Portsmouth | 1er   | 10 miles |
| 2017 | Great South Run       | Portsmouth | 1er   | 10 miles |
| 2023 | Marathon de Londres   | Londres    | 10e   | Marathon |